# Blade of the Ronin
Blade of the Ronin ist das zweite Album des US-amerikanischen Hip-Hop-Duos Cannibal Ox. Es erschien am 3. März 2015 über die Labels IGC Records und iHipHop Distribution.

## Titelliste
1. Cipher Unknown – 1:59
2. Opposite of Desolate (feat. Double A.B.) – 3:32
3. Psalm 82 – 3:24
4. The Power Cosmiq (feat. Kenyattah Black) – 4:54
5. Blade: The Art of Ox (feat. Artifacts und U-God) – 4:35
6. Pressure of Survival – 0:23
7. Carnivorous (feat. Bill Cosmiq und Elzhi) – 4:30
8. Thunder in July (feat. Elohem Star, Space und Swave Sevah) – 4:34
9. Water – 3:59
10. The Horizon – 1:43
11. Harlem Knights – 3:37
12. Sabertooth (feat. Bill Cosmiq und Irealz) – 4:49
13. Iron Rose (feat. MF Doom) – 4:02
14. Solar System (Cosmos) – 0:47
15. The Fire Rises – 3:17
16. Gotham (Ox City) – 4:34
17. Unison – 0:24
18. Vision (feat. The Quantum) – 3:43
19. Salvation – 3:18

## Rezeption

### Kritik
Die E-Zine Laut.de bewertete Blade of the Ronin mit vier von möglichen fünf Punkten. Aus Sicht der Redakteurin Dani Fromm bilden die Texte von Vast Aire und Vordul Mega einen „Tsunami aus Bedeutungsebenen, Doppeldeutigkeiten, Anspielungen und Zitaten.“ So bediene sich das Duo „bei Religionen und Mystik, Fiktion und Realität“, schöpfe „aus Literatur, Filmen“ und empfange „Inspiration und Besuch aus diversen Comic-Universen.“ Trotz der ähnlich bleibenden „Grundstimmung“ des Albums, bestehen die Produktionen aus zahlreichen Elementen. Die Beats enthalten etwa „Scratches, hallende, klackernde, scheppernde, schabende Sounds, die auch in jeder Grime-Produktion bestens aufgehoben wären, Samples, verschwurbelte Gesänge, die stellenweise beinahe liturgischen Charakter entfalten und in steten Wiederholungen hypnotischen Sog entwickeln, Sprachfetzen, Tastengeklimper, Streicher, Pomp und wuchtige Bässe.“

### Bestenliste
In der Liste der besten „Hip Hop-Alben des Jahres“ 2015 von Laut.de wurde Blade of the Ronin auf Rang 16 platziert. Der „düster-futuristische Vibe“ stimme, „Ecken und Kanten“ sitzen und „an Einfalls- und Detailreichtum“ mangele es ebenfalls nicht. Zudem vertreibe der neue Produzent Bill Cosmiq die Skepsis, die anfänglich durch die fehlenden Beiträge El-Ps bestehe.